# Марад
Марад — древний город на юге Месопотамии, расположен в северо-восточной части современной мухафазы Кадисия, Ирак.
Название города не встречается в списке царей Шумера, но упоминается в храмовых гимнах. В годы правления царя Нарам-Сина (2254—2218 до н. э.), его сын Липитили был энси в Мараде и построил храм Лугаль-Мараду, богу-защитнику города. Во времена третьей династии Ура (2113—2005 до н. э.) город был столицей одной из провинций. В XIX веке до н. э. являлся столицей небольшого аморейского царства. В XVI—XII веках до н. э. находился под властью касситов.